# Gipcy
Gipcy est une commune française, située dans le département de l'Allier en région Auvergne-Rhône-Alpes.

## Géographie
- 1Carte dynamique
- 2Carte OpenStreetMap
- 3Carte topographique
- 4Carte avec les communes environnantes

Gipcy est située à 8 kilomètres au sud de Bourbon-l'Archambault et à 22 kilomètres à l'ouest-sud-ouest de Moulins.
Le terrain est constitué de bocage et de forêts. On y trouve de nombreux étangs et ruisseaux.

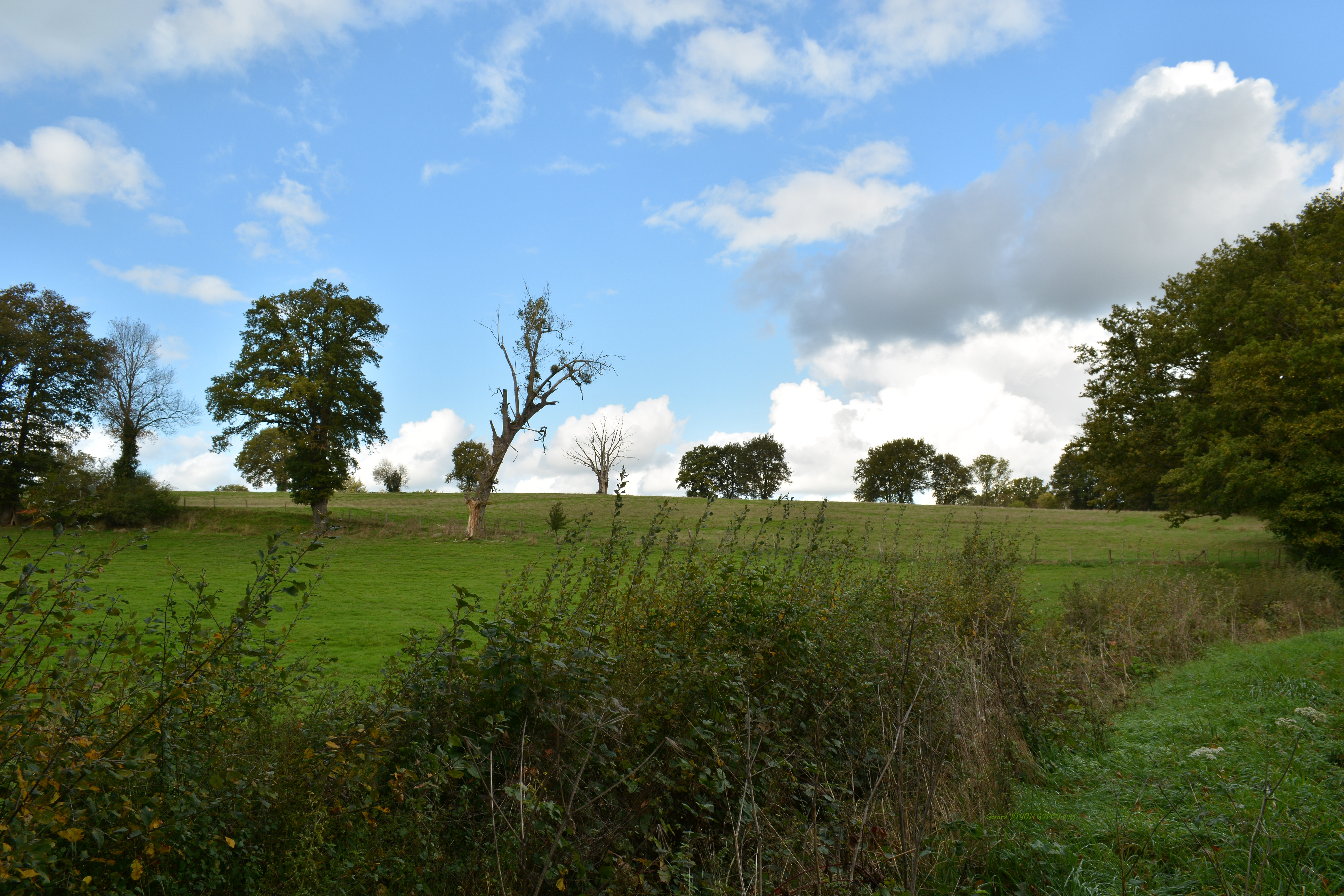
Le bocage bourbonnais près de Gipcy.

### Communes limitrophes
Sept communes sont limitrophes de Gipcy :
| Saint-Aubin-le-Monial | Bourbon-l'Archambault |                 |
|                       | Gipcy                 | Meillers        |
| Saint-Hilaire         | Rocles, Tronget       | Noyant-d'Allier |

### Climat
Pour des articles plus généraux, voir Climat d'Auvergne-Rhône-Alpes et Climat de l'Allier.
En 2010, le climat de la commune est de type climat océanique dégradé des plaines du Centre et du Nord, selon une étude du CNRS s'appuyant sur une série de données couvrant la période 1971-2000. En 2020, Météo-France publie une typologie des climats de la France métropolitaine dans laquelle la commune est exposée à un climat océanique altéré et est dans une zone de transition entre les régions climatiques « Centre et contreforts nord du Massif Central » et « Ouest et nord-ouest du Massif Central ».
Pour la période 1971-2000, la température annuelle moyenne est de 10,5 °C, avec une amplitude thermique annuelle de 16,2 °C. Le cumul annuel moyen de précipitations est de 803 mm, avec 11 jours de précipitations en janvier et 7,2 jours en juillet. Pour la période 1991-2020, la température moyenne annuelle observée sur la station météorologique de Météo-France la plus proche, « Bourbon_sapc », sur la commune de Bourbon-l'Archambault à 9 km à vol d'oiseau, est de 11,9 °C et le cumul annuel moyen de précipitations est de 777,2 mm,. Pour l'avenir, les paramètres climatiques de la commune estimés pour 2050 selon différents scénarios d'émission de gaz à effet de serre sont consultables sur un site dédié publié par Météo-France en novembre 2022.

## Urbanisme

### Typologie
Au 1er janvier 2024, Gipcy est catégorisée commune rurale à habitat très dispersé, selon la nouvelle grille communale de densité à 7 niveaux définie par l'Insee en 2022.
Elle est située hors unité urbaine. Par ailleurs la commune fait partie de l'aire d'attraction de Moulins, dont elle est une commune de la couronne,. Cette aire, qui regroupe 64 communes, est catégorisée dans les aires de 50 000 à moins de 200 000 habitants,.

### Occupation des sols

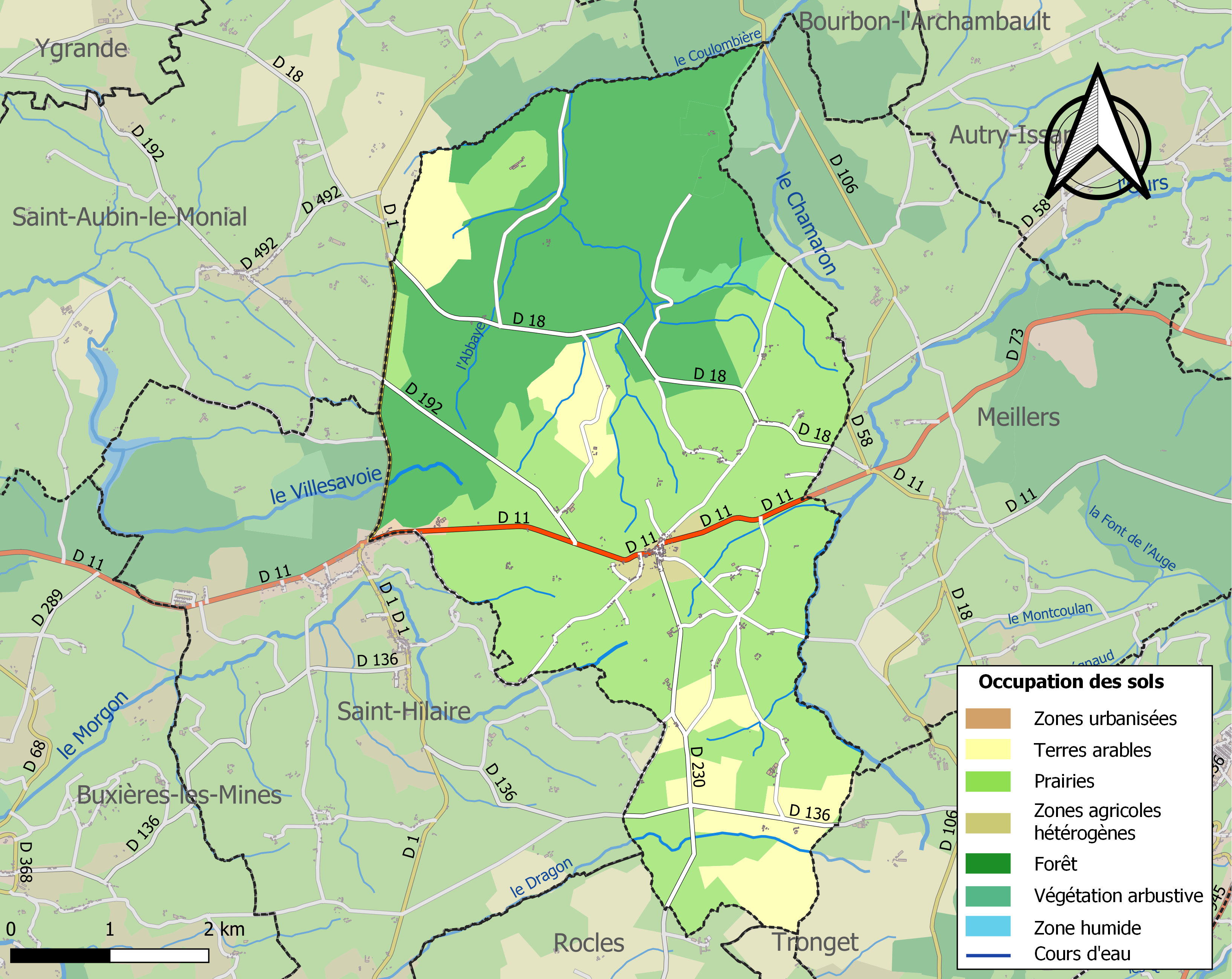
Carte des infrastructures et de l'occupation des sols de la commune en 2018 (CLC).

L'occupation des sols de la commune, telle qu'elle ressort de la base de données européenne d’occupation biophysique des sols Corine Land Cover (CLC), est marquée par l'importance des territoires agricoles (63,7 % en 2018), une proportion identique à celle de 1990 (63,7 %). La répartition détaillée en 2018 est la suivante : 
prairies (50,7 %), forêts (34,8 %), terres arables (11,9 %), zones agricoles hétérogènes (1,2 %), milieux à végétation arbustive et/ou herbacée (1,1 %), zones urbanisées (0,3 %).
L'IGN met par ailleurs à disposition un outil en ligne permettant de comparer l’évolution dans le temps de l’occupation des sols de la commune (ou de territoires à des échelles différentes). Plusieurs époques sont accessibles sous forme de cartes ou photos aériennes : la carte de Cassini (XVIIIe siècle), la carte d'état-major (1820-1866) et la période actuelle (1950 à aujourd'hui).

### Habitat et logement
En 2018, le nombre total de logements dans la commune était de 154, alors qu'il était de 151 en 2013 et de 148 en 2008.
Parmi ces logements, 71,7 % étaient des résidences principales, 17 % des résidences secondaires et 11,3 % des logements vacants. Ces logements étaient pour 94,2 % d'entre eux des maisons individuelles et pour 5,8 % des appartements.
Le tableau ci-dessous présente la typologie des logements à Gipcy en 2018 en comparaison avec celle de l'Allier et de la France entière. Une caractéristique marquante du parc de logements est ainsi une proportion de résidences secondaires et logements occasionnels (17 %) supérieure à celle du département (7,2 %) et à celle de la France entière (9,7 %). Concernant le statut d'occupation de ces logements, 80 % des habitants de la commune sont propriétaires de leur logement (79,6 % en 2013), contre 65 % pour l'Allier et 57,5 % pour la France entière.
| Typologie                                               | Gipcy | Allier | France entière |
| ------------------------------------------------------- | ----- | ------ | -------------- |
| Résidences principales (en %)                           | 71,7  | 78,2   | 82,1           |
| Résidences secondaires et logements occasionnels (en %) | 17    | 7,2    | 9,7            |
| Logements vacants (en %)                                | 11,3  | 14,6   | 8,2            |

### Voies de communication et transports
Le territoire communal est traversé par les routes départementales 1 (à la frontière avec Saint-Aubin-le-Monial et Saint-Hilaire), 11 (liaison de Cosne-d'Allier à Souvigny), 18 (d'Ygrande à Meillers), 136, 192 (vers Saint-Aubin-le-Monial) et 230 (vers Tronget).

## Politique et administration

### Rattachements administratifs et électoraux

#### Rattachements administratifs
La commune se trouve dans l'arrondissement de Moulins du département de l'Allier.
Elle faisait partie depuis 1801 du canton de Souvigny. Dans le cadre du redécoupage cantonal de 2014 en France, cette circonscription administrative territoriale a disparu, et le canton n'est plus qu'une circonscription électorale.

#### Rattachements électoraux
Pour les élections départementales, la commune fait partie depuis 2014 d'un nouveau canton de Souvigny
Pour l'élection des députés, elle fait partie de la première circonscription de l'Allier.

### Intercommunalité
Gipcy était membre de la petite communauté de communes Bocage Sud, un établissement public de coopération intercommunale (EPCI) à fiscalité propre créé en 2003 et auquel la commune avait transféré un certain nombre de ses compétences, dans les conditions déterminées par le code général des collectivités territoriales.
Dans le cadre des dispositions de la loi portant nouvelle organisation territoriale de la République du 7 août 2015, qui prévoit que les établissements publics de coopération intercommunale (EPCI) à fiscalité propre doivent avoir un minimum de 15 000 habitants, cette intercommunalité a fusionné avec sa voisine pour former, le 1er janvier 2017, la communauté de communes du Bocage Bourbonnais, dont est désormais membre la commune.

### Administration municipale
Compte tenu de la population de la commune, son  conseil municipal se compose de onze conseillers municipaux, y compris le maire et ses adjoints.

### Liste des maires
| Période                                  | Période                        | Identité          | Étiquette | Qualité                               |
| ---------------------------------------- | ------------------------------ | ----------------- | --------- | ------------------------------------- |
| Les données manquantes sont à compléter. |                                |                   |           |                                       |
| mars 2001                                | mars 2011                      | Denis Villechenon |           | Mort en fonction                      |
| avril 2011                               | octobre 2015                   | Chantal Brouttet  | DVD       | Retraitée Démissionnaire              |
| novembre 2015                            | automne 2022                   | David Delegrange  |           | Chauffeur routier                     |
| octobre 2022                             | En cours (au 16 décembre 2022) | Aude Aufauvre     |           | Comptable dans un cabinet d’expertise |

## Population et société

### Démographie
L'évolution du nombre d'habitants est connue à travers les recensements de la population effectués dans la commune depuis 1793. Pour les communes de moins de 10 000 habitants, une enquête de recensement portant sur toute la population est réalisée tous les cinq ans, les populations de référence des années intermédiaires étant quant à elles estimées par interpolation ou extrapolation. Pour la commune, le premier recensement exhaustif entrant dans le cadre du nouveau dispositif a été réalisé en 2004.

En 2022, la commune comptait 236 habitants, en évolution de −1,26 % par rapport à 2016 (Allier : −1,38 %, France hors Mayotte : +2,11 %).
| 1793 | 1800 | 1806 | 1821 | 1831 | 1836 | 1841 | 1846 | 1851 |
| ---- | ---- | ---- | ---- | ---- | ---- | ---- | ---- | ---- |
| 568  | 540  | 641  | 667  | 679  | 661  | 716  | 751  | 709  |

| 1856 | 1861 | 1866 | 1872 | 1876 | 1881 | 1886 | 1891 | 1896 |
| ---- | ---- | ---- | ---- | ---- | ---- | ---- | ---- | ---- |
| 669  | 662  | 701  | 747  | 796  | 801  | 813  | 748  | 673  |

| 1901 | 1906 | 1911 | 1921 | 1926 | 1931 | 1936 | 1946 | 1954 |
| ---- | ---- | ---- | ---- | ---- | ---- | ---- | ---- | ---- |
| 667  | 690  | 627  | 556  | 551  | 510  | 551  | 531  | 454  |

| 1962 | 1968 | 1975 | 1982 | 1990 | 1999 | 2004 | 2006 | 2009 |
| ---- | ---- | ---- | ---- | ---- | ---- | ---- | ---- | ---- |
| 446  | 382  | 303  | 292  | 273  | 233  | 220  | 222  | 216  |

| 2014 | 2019 | 2022 | - | - | - | - | - | - |
| ---- | ---- | ---- | - | - | - | - | - | - |
| 239  | 236  | 236  | - | - | - | - | - | - |

### Vie associative
Il existe plusieurs associations à Gipcy. Parmi celles-ci on peut citer l'association « Aide Aux Anes », un foyer d'accueil d'ânes abandonnés, maltraités ou retraité qui s'occupe de 64 ânes (donnée fin 2013).

## Culture locale et patrimoine

### Lieux et monuments
- Église Saint-Pierre, classée Monument historique, d'influence nettement bourguignonne, notamment sur son portail aux pilastres cannelés. Elle fait partie des nombreuses églises romanes du pays de Souvigny.
- Stèle en mémoire de l'aviateur Claude Dellys.
- Prieuré grandmontain de Grosbois, fondé au XIIe siècle, aujourd'hui écomusée forestier.

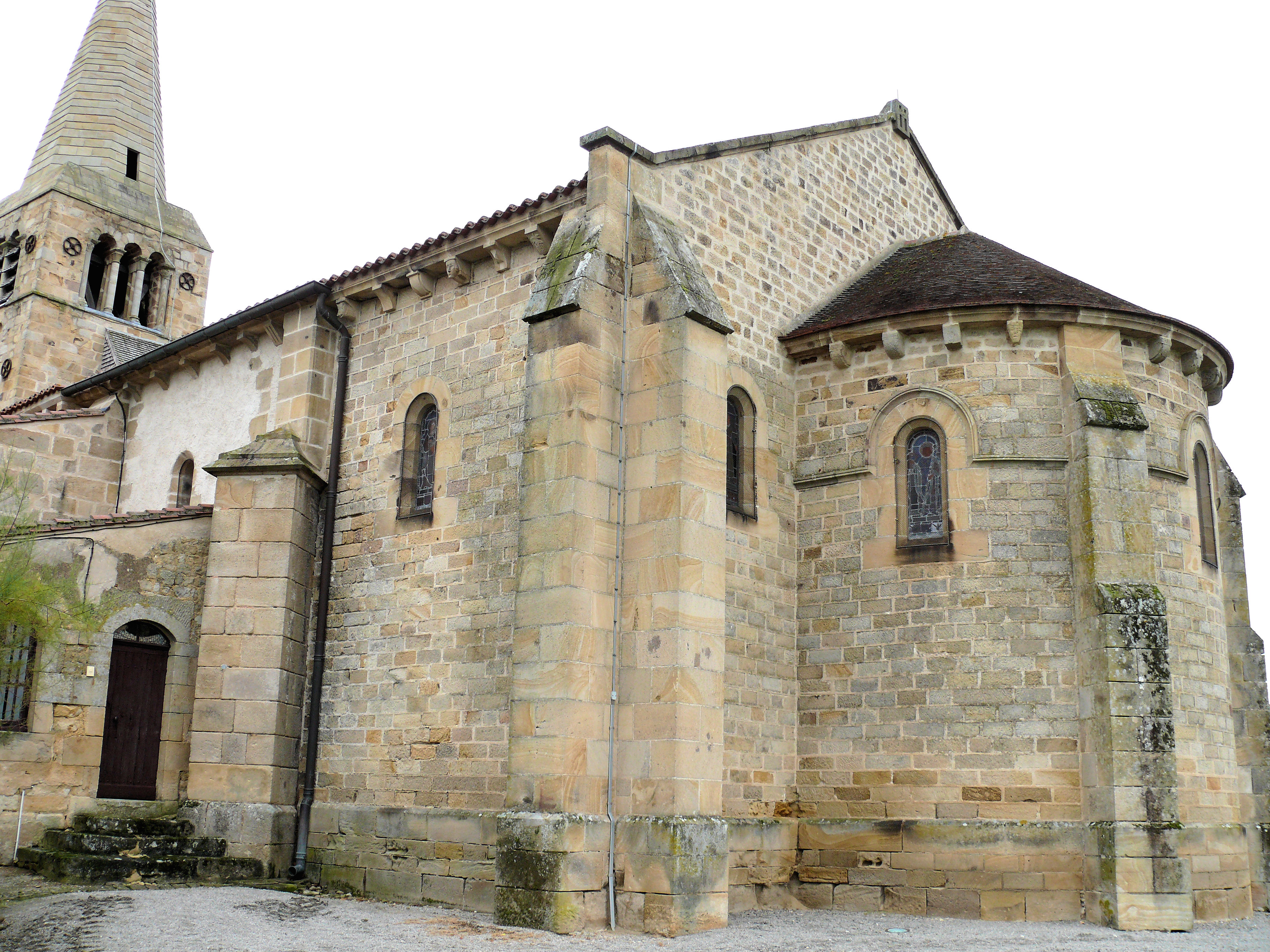
L'église
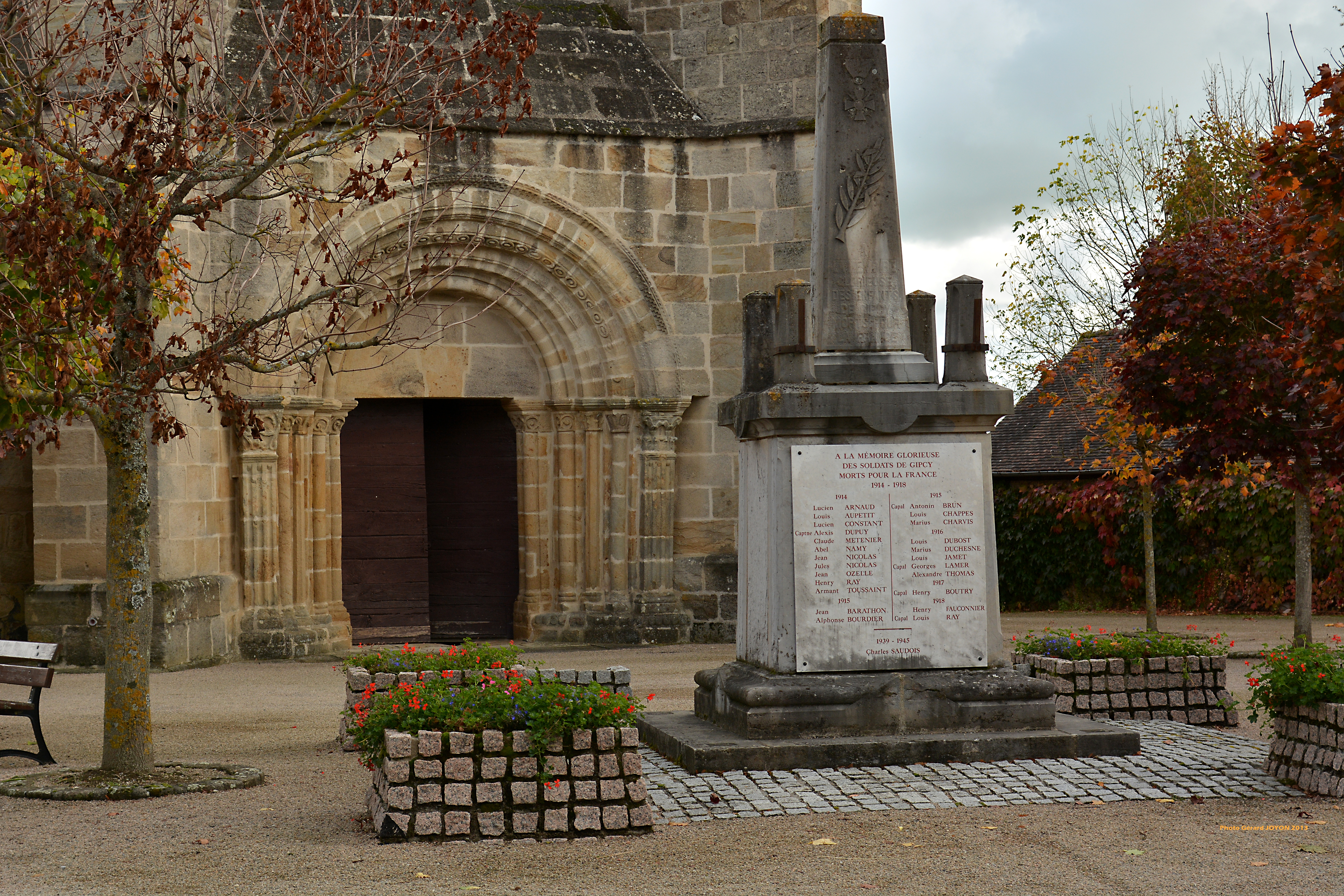
Portail de l'église et monument aux morts.

### Personnalités liées à la commune

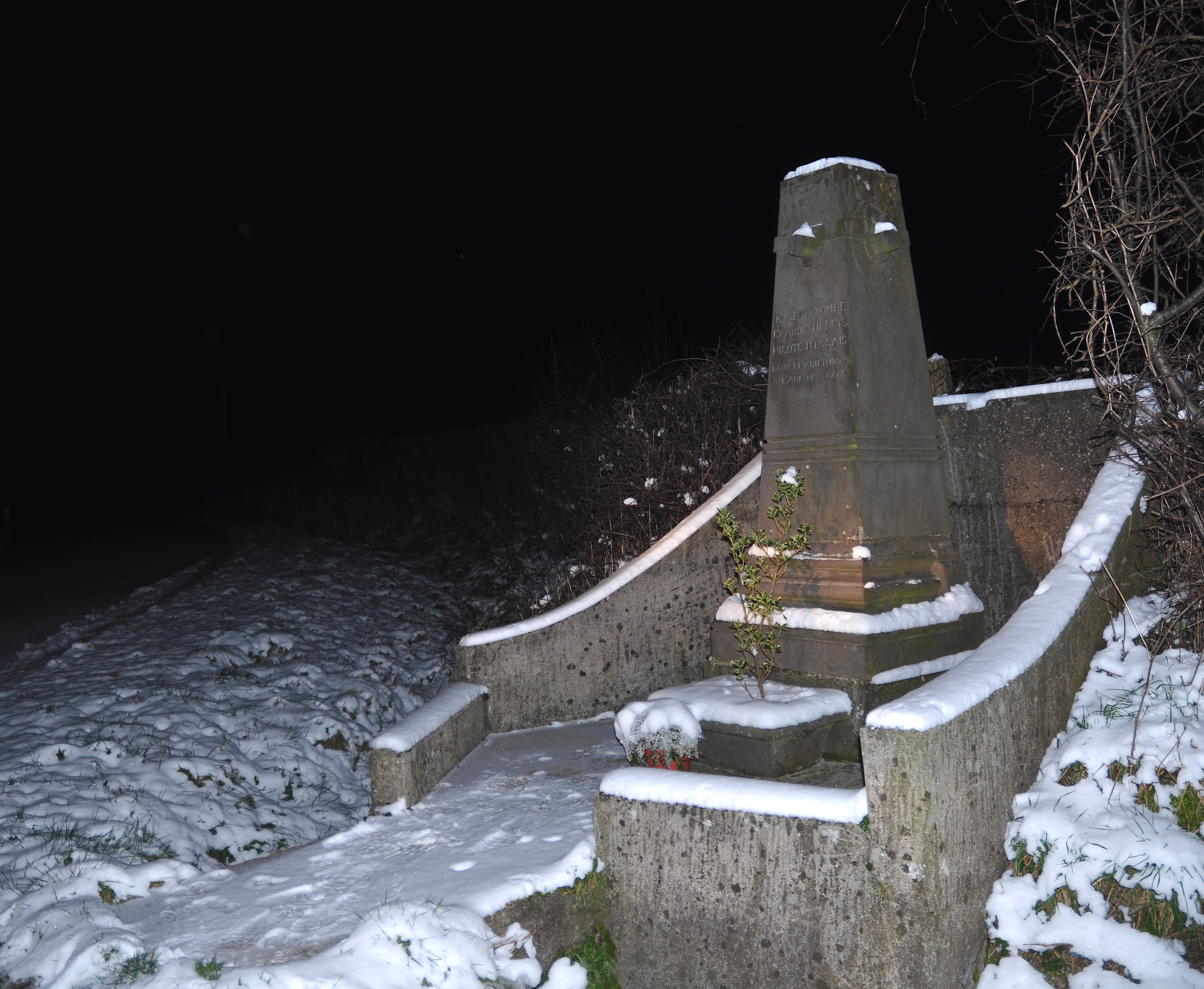
Stèle placée à proximité du lieu de l'accident de Claude Dellys.

- Armand Blanchonnet (1903-1968), coureur cycliste, double champion olympique en 1924, y est né. Surnommé Le Phénomène, il est double champion olympique aux Jeux olympiques d'été de 1924, remportant la course en ligne individuelle et la course des nations.
- Pierre Chevenard (1888-1960), possédait la propriété de La Chaume, sur la commune[23]. Spécialiste des aciers spéciaux et de métallographie, il a travaillé dans l'industrie privée (secteur de l'acier) et ses travaux lui ont valu de devenir membre de l'Académie des sciences en 1946.
- Claude Dellys (1912-1952), aviateur, pilote d'essai et résistant français,  est mort à Gipcy lors d'un vol sur un nouvel appareil Arsenal VG 90.